# ويليام هاوكس
ويليام هاوكس (بالإنجليزية: William Hawks)‏ هو منتج أفلام أمريكي، ولد في 29 يناير 1901 في نيناه في الولايات المتحدة، وتوفي في 10 يناير 1969 في سانتا مونيكا في الولايات المتحدة.

## وصلات خارجية
- ويليام هاوكس على موقع IMDb (الإنجليزية)
- ويليام هاوكس على موقع قاعدة بيانات الفيلم (الإنجليزية)